# Jean Raynal

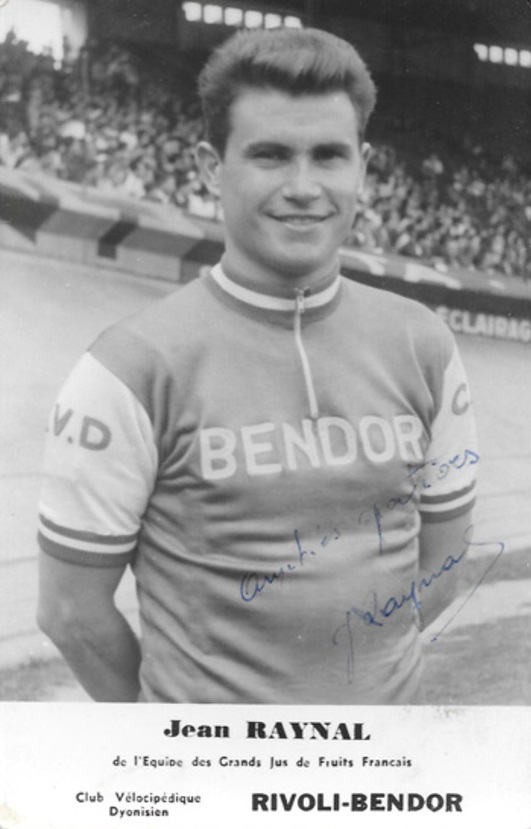
Jean Raynal (1960)

Jean Raynal (* 8. März 1932 in Paris) ist ein ehemaliger französischer Radrennfahrer und nationaler Meister im Radsport.

## Sportliche Laufbahn
Als Amateur gewann er 1957 die nationale Meisterschaft im Steherrennen. Im Straßenradsport gewann er die Eintagesrennen Paris–Montargis 1955 sowie Paris–Briare 1955 und 1957.
1957 wechselte Raynal von den Amateuren zu den Unabhängigen. 1961 erhielt er seinen ersten Vertrag mit einem Radsportteam. Er startete für das Team Alcyon-Leroux. Bei den Profis wurde er 1961 und von 1965 bis 1968 französischer Meister der Steher. Seine stärksten nationalen Rivalen waren in dieser Zeit Robert Varnajo und Daniel Salmon. Vize-Meister der Steher wurde er 1960, 1962 und 1969. 
1961 wurde er Zweiter der Europameisterschaften der Steher hinter Paul Depaepe. Raynal fuhr eine Reihe von Sechstagerennen. In Lille wurde er 1960 Zweiter mit Roger Godeau als Partner, in Buenos Aires kam er 1960 mit Bernard Bouvard auf den dritten Rang. 1970 beendete er seine Profikarriere.